# Chien de berger islandais
Le chien de berger islandais ou berger islandais/d'Islande  est une race de chien qui descend vraisemblablement du buhund norvégien. Le chien de berger islandais est la seule race de chien islandaise. C'est une race de type spitz, un peu plus petite que la moyenne. La robe existe en deux variétés (poil long et court). Il est décrit comme un chien de berger vif et très amical. Il aime beaucoup les enfants et ses congénères et est très attaché à ses maîtres.

## Histoire
Le chien de berger islandais est le seul chien originaire d’Islande. Les ancêtres de la race sont arrivés avec les premiers colons vikings (874-930 de notre ère), il s'agissait probablement de buhunds norvégiens. La race s'est adaptée aux conditions climatiques de l'Islande et a été sélectionnée pour rassembler le bétail dans les fermes. Au XIXe siècle, la race faillit disparaître à la suite d'une épidémie[réf. nécessaire]. La popularité du chien de berger islandais a grandi au cours de ces dernières décennies et n’est plus considérée comme étant en danger d’extinction, même si les effectifs de la race restent faibles.

## Standard

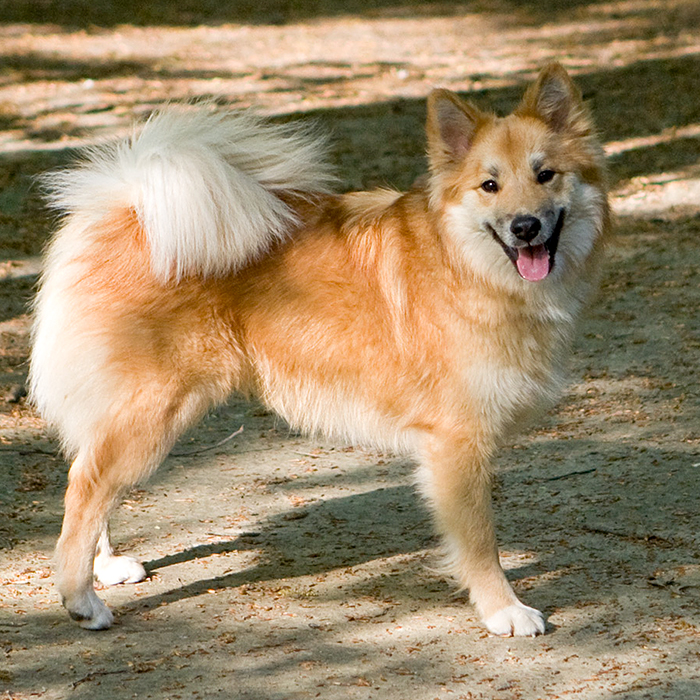
Chien de berger islandais, robe fauve à poil long.

Le chien de berger islandais est une race de chien de type spitz nordique de taille légèrement en dessous de la moyenne. La longueur du corps, de la pointe de l’épaule à la pointe de la fesse, est supérieure à la hauteur au garrot. La queue attachée haut est enroulée sur le dos. De grandeur moyenne et en forme d’amande, ses yeux sont de couleur brun foncé. Chez les chiens à robe marron ou crème, les yeux peuvent être légèrement plus clairs.  Les oreilles sont dressées, de forme triangulaire. 
Il y a deux variétés de poil, un poil long et un poil court. Dans tous les cas, le poil de couverture est assez rude avec un sous-poil épais et doux. Le poil est plus court sur la face, le sommet de la tête, les oreilles et la face antérieure des membres. Il est plus long sur le cou, la poitrine et à l’arrière des cuisses. La queue est très touffue et la longueur de son poil est en rapport avec celle de la robe.
Les couleurs de la robe sont le fauve, avec ses différents tons pouvant aller jusqu'au brun rougeâtre ou au crème, le chocolat, le noir et le gris. Toutes ces couleurs sont toujours accompagnées de blanc sans que cela deviennent la couleur dominante. Les marques blanches les plus communes sont la liste, le collier, le médaillon, les balzanes et l'extrémité de la queue. Un masque noir est accepté.

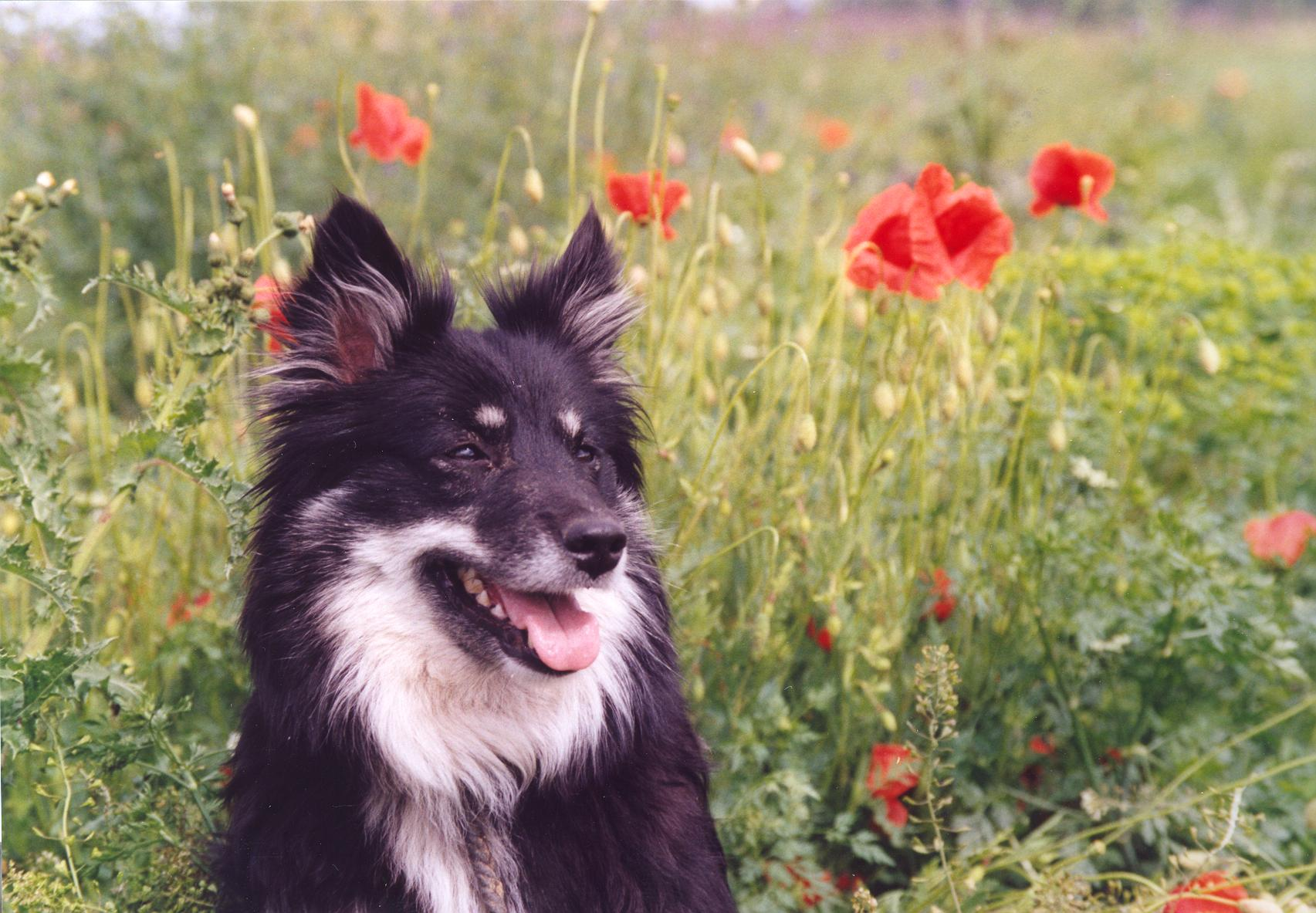
Chien de berger islandais noir.
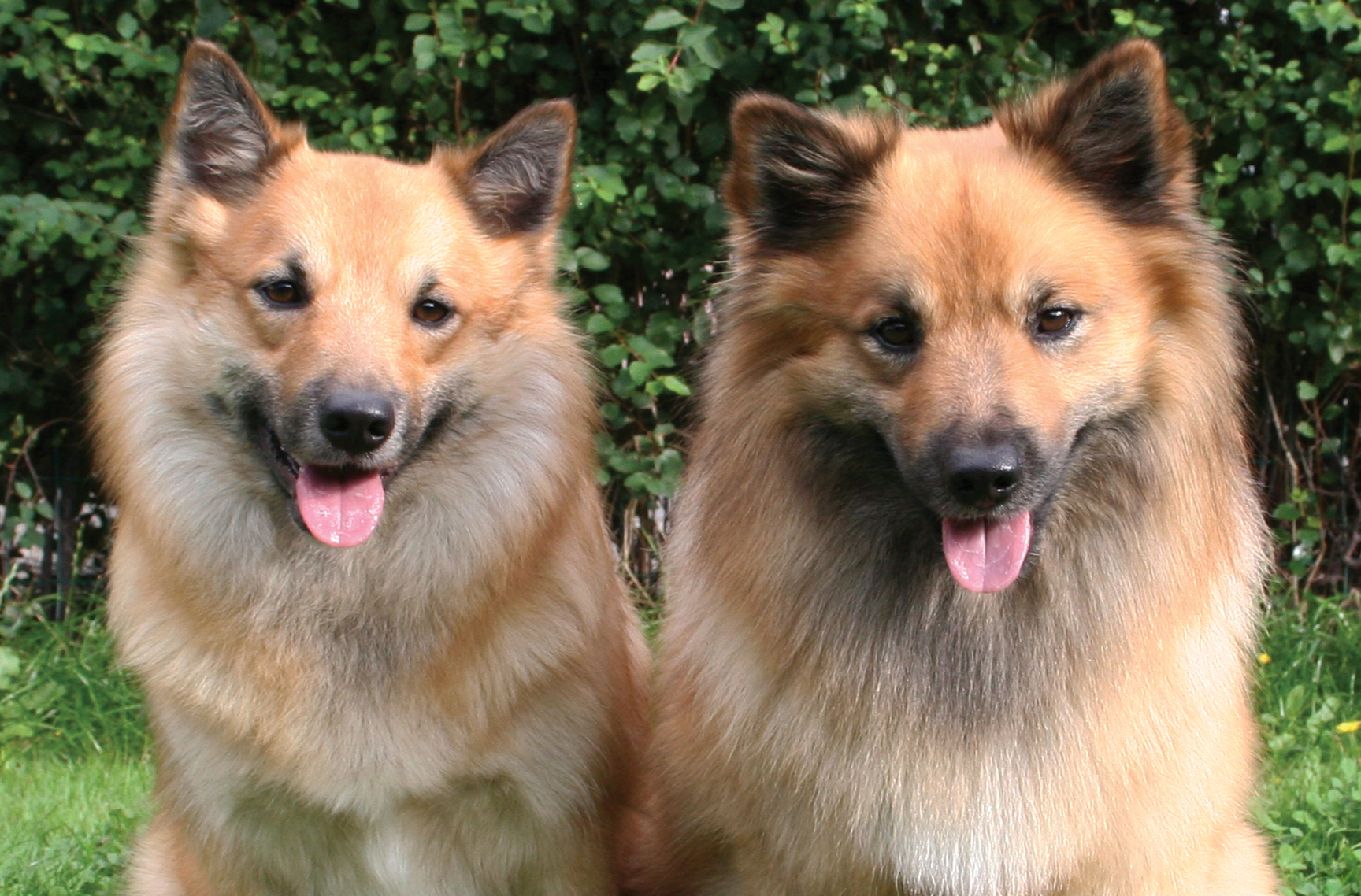
Deux chiens de berger islandais fauve, dont l'un avec masque noir.
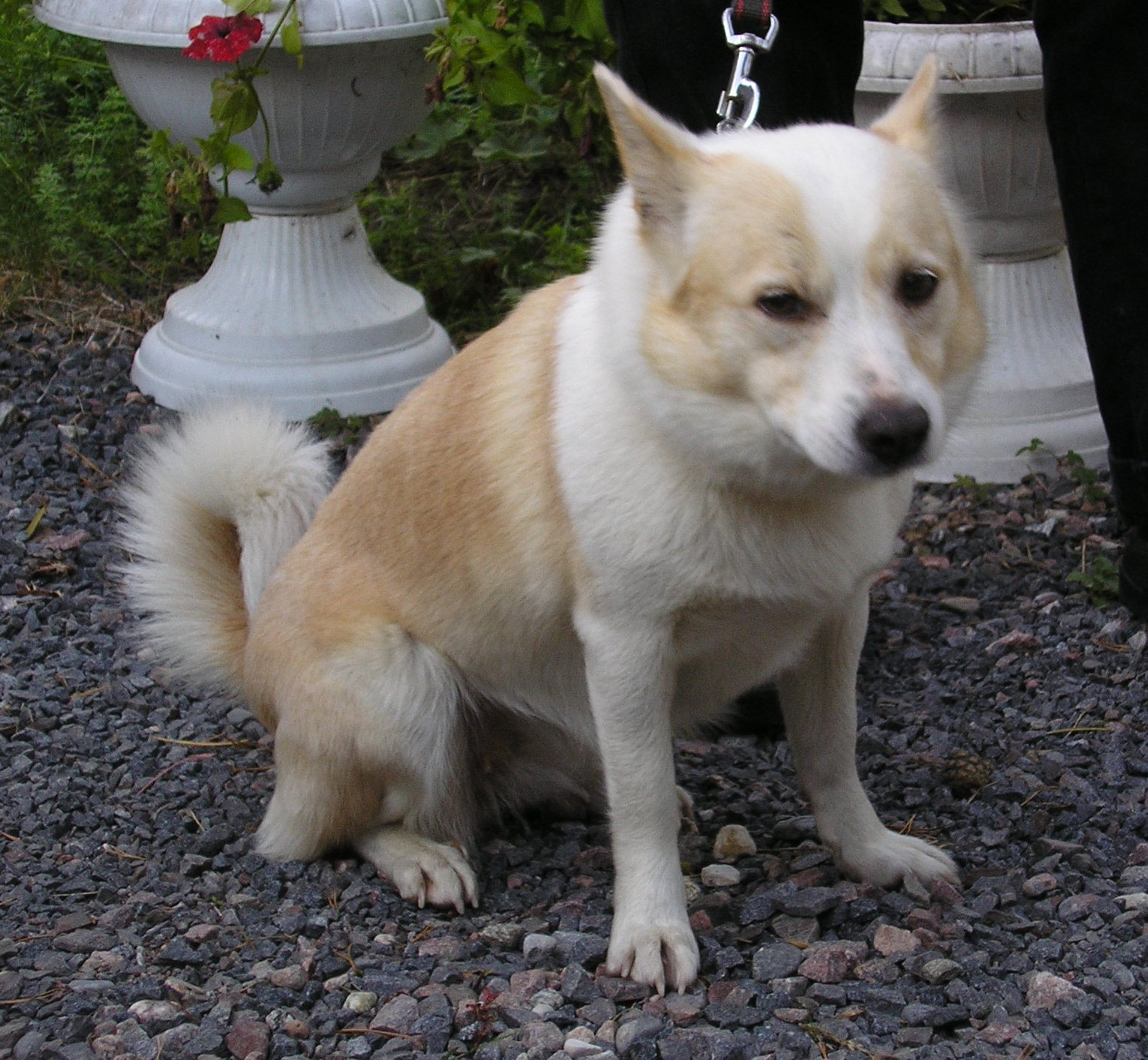
Un chien de berger islandais crème et blanc, variété poil court.

## Caractère
Le chien de berger islandais est décrit dans le standard FCI comme très éveillé, joyeux, amical, joueur, curieux et sans peur. L'instinct de chasse n’est pas développé. C'est une race sans agressivité et accueillante envers les inconnus. 
Le berger islandais a un grand besoin d'espace. Une vie en appartement est possible uniquement si de grandes balades peuvent être faites quotidiennement pour le dépenser physiquement et mentalement. Il doit pouvoir se défouler à son aise en promenade en liberté dans les endroits dédiés. Un jardin n'est pas un lieu de promenade.

## Utilité
Le chien de berger islandais est un chien de troupeau rustique et aboyeur, ce qui le rend extrêmement utile pour la manœuvre et la conduite des troupeaux ou pour retrouver les moutons égarés. 